# Bergskuggmossa
Bergskuggmossa (Dicranodontium uncinatum) är en bladmossart som beskrevs av Georg Friedrich von Jaeger 1880. Bergskuggmossa ingår i släktet Dicranodontium och familjen Dicranaceae. Arten har ej påträffats i Sverige. Inga underarter finns listade i Catalogue of Life.